# Fluctuations cycliques
Contrairement aux classiques pour qui le système économique est toujours équilibré, les théoriciens des cycles reconnaissent l'existence de fluctuations cycliques, la crise économique correspondant au retournement du cycle. On distingue alors un trend de croissance économique déterminé par des facteurs d'offre, et une fluctuation cyclique de l'activité autour du trend.
La caractérisation des cycles économiques peut être résumée par les travaux de Joseph Schumpeter (1939) qui distingue les cycles de long terme (40 à 50 ans) dits de Kondratieff, les cycles de moyen terme (6 à 10 ans) dits de Juglar et enfin les cycles de court terme (quelques mois) dits de Kitchin.
Les explications des fluctuations cycliques divergent dans l'analyse économique, deux distinctions sont nécessaires pour comprendre les enjeux théoriques.
- Distinction entre cycles qui proviennent de facteurs nominaux et facteurs réels.
- Distinction entre cycles endogènes et cycles exogènes.

## Cycles endogènes
Les fluctuations sont-elles causées par des évènements imprévisibles, des chocs, ou sont-elles intrinsèquement liées au fonctionnement de l'économie en l'absence de tous chocs ? On distingue alors les cycles endogènes des cycles exogènes.
Dans le cas des cycles endogènes, l'économie est intrinsèquement instable, mais régulière, ce qui laisse la possibilité de fluctuations cycliques endogènes sans que l'économie ne soit explosive.

### Cycles endogènes et facteurs réels

#### Schumpeter
Selon Joseph Schumpeter, l'innovation est à l'origine de la détermination des cycles économiques. Or, l'innovation est un phénomène intrinsèquement lié à l'évolution du système capitaliste, d'où le caractère endogène des fluctuations. Dans une logique de destruction-créatrice, la phase d'expansion se termine lorsque la diffusion de l'innovation est complète et la production est arrivée à maturité. À ce moment, il y a un niveau excédentaire de production face à une demande stagnante, la chute des prix qui en découle explique la récession.

### Cycles endogènes et facteurs monétaires et financiers

#### Premiers pas
Selon la théorie de Knut Wicksell (1898), on se place dans une situation dans laquelle le taux d'intérêt naturel (taux d'équilibre, de la productivité du capital) est supérieur au taux monétaire (taux du crédit observé). Les entreprises s'endettent pour investir et les ménages consomment. On a alors à la fois expansion et inflation, le taux monétaire augmente. Lorsqu'il rejoint le taux naturel, l'expansion s'arrête, c'est le retournement de la conjoncture, i.e. la crise économique. Idée reprise et développée par Friedrich Hayek en 1931, c'est la théorie de la sur-capitalisation.
Le modèle d'Irving Fisher (1933) tente de donner les explications monétaires de la crise de 1929. Le modèle distingue deux phases : la première phase ascendante est marquée par des innovations, de forts rendements attendus, un fort endettement, un excès d'optimisme, et in fine un surendettement. La phase descendante est la suivante : vente des actions en catastrophe, impossibilité alors de rembourser les dettes, banques insolvables, assèchement du crédit, contraction de la masse monétaire et déflation. La baisse des prix accroît la charge de la dette. Les entreprises ont besoin de liquidités, elles baissent les prix. On assiste alors à une situation explosive de surendettement, basée sur un cercle vicieux : les ventes massives font encore baisser les prix (déflation de 30 % entre 1929 et 1934), ce qui accroît d’autant la valeur réelle de la dette et nécessite donc de nouvelles ventes.

#### Keynésiens
Bien qu'il ne s'interroge pas précisément sur la question des fluctuations, les travaux de John Maynard Keynes (1936) dans un cadre de court terme à prix fixes, laissent la possibilité de l'influence des facteurs de demande sur l'activité économique.
De nombreux auteurs et courants de pensées reprennent les théories keynésiennes pour mettre en avant des modèles de cycles endogènes. Premièrement, les néo-keynésiens avec Paul Samuelson, puis la nouvelle économie keynésienne avec Azariadis, Stiglitz, etc.

##### Modèle de l'oscillateur
Le modèle de l'oscillateur de Paul Samuelson (1954) laisse la possibilité de cycles auto-entretenus sans comportements de maximisation mais sous deux effets conjugués: l'accélérateur, et le multiplicateur d'investissement. Le caractère déterministe des cycles obtenus admet une périodicité et une amplitude constante ce qui ne permet pas de bien reproduire quantitativement les fluctuations observées.

##### Chaos déterministe
Dans le modèle de Grandmont (1985), la condition d'occurrence de fluctuations endogènes repose sur une prédominance des effets de richesse dans les arbitrages intertemporels des agents économiques. L'état stationnaire est indéterminé, car il existe une multitude de trajectoires convergentes de l'économie. Les fluctuations sont déterministes, mais suffisamment irrégulières pour que l'observateur ne connaissant pas le modèle pense qu'elles sont imprévisibles, c'est le chaos déterministe.

##### Taches solaires
Certains auteurs soutiennent la possibilité de fluctuations expliquées par une dimension extrinsèque de l'incertitude et de l'autoréalisation des croyances des agents qui se basent sur des signaux n'ayant pas de lien avec la sphère économique. Par exemple, on peut citer le modèle des taches solaires de Costas Azariadis et Roger Guesnerie (1986).

##### Rationnement du crédit
La nouvelle économie keynésienne cherche à démontrer que l'existence de rigidités (qui expliquent l'imperfection des marchés) est endogène, i.e. dépend des comportements microéconomiques des agents, fondés sur les asymétries d'information. Dans ce cadre, Joseph Stiglitz et Andrew Weiss (1981) expliquent le cycle des affaires par des asymétries d'information qui pèsent sur les banques. En phase d'expansion, il suffit que les banques anticipent une hausse future du risque pour qu'une fluctuation cyclique apparaissent.

## Cycles exogènes
D'un autre côté, les cycles peuvent résulter de chocs exogènes, dont la nature peut être soit monétaire (Friedman, Lucas, etc.), soit réelle (Kydland, Prescott, etc.).

### Cycles exogènes et facteurs monétaires

#### Monétaristes
Selon Milton Friedman (1956), la monnaie est neutre à long terme (elle n'influence que le niveau général des prix), toutefois, à court terme, les agents peuvent effectuer des erreurs d'anticipation liées à l'illusion monétaire. Finalement on obtient la possibilité d'une influence des variables nominales sur les variables réelles.
Ainsi, les politiques monétaires discrétionnaires de relance sont à l'origine des fluctuations cycliques.

#### Nouveaux classiques
Selon la nouvelle économie classique, un choc monétaire a deux composantes, la première et plus importante, est la composante systématique, anticipée par les agents économiques, qui n'a aucune conséquence réelle sous l'hypothèse d'anticipation rationnelle. Toutefois, la composante aléatoire du choc monétaire peut avoir une influence sur les variables réelles. C'est le cas, par exemple, du modèle de Thomas Sargent et Neil Wallace (1985) dans lequel la surprise monétaire peut avoir une influence sur le produit national, à condition d'être exceptionnelle (en effet, elle devient anticipée si elle est souvent répétée).

### Cycles exogènes et facteurs réels
La théorie des cycles réels admet des fluctuations exogènes: le cycle est initialement impulsé par des chocs exogènes (impulsion), puis résulte de la propagation des chocs dans le système économique.

#### Théorie des cycles réels
Le modèle de Finn Kydland et Edward Prescott (1982) cherchent à montrer que dans le cadre du modèle de croissance classique (de Solow), les agents rationnels ont une réponse optimale aux chocs de nature réel (chocs de productivité), ce qui implique une fluctuation cyclique théorique proche de celle observée. À noter que cette théorie a un lien partiel avec la critique de Lucas selon laquelle les modèles de fluctuations doivent reposer sur des fondements microéconomiques pour prendre en considération les changements de politique économique. En effet, la théorie des cycles réels s'appuie précisément sur des fondements microéconomiques, et vise à simuler quantitativement les fluctuations cycliques. En revanche, et c'est le point de rupture avec les nouveaux classiques, la prise en compte des chocs monétaires n'est pas jugée nécessaire.

#### Modèle de destruction-créatrice
Philippe Aghion et Peter Howitt (1998) proposent un modèle dans lequel le choc réel prend la forme de l'apparition d'une nouvelle technologie. Le point commun avec la théorie des cycles réels est qu'ils ne font plus vraiment de distinction entre trend et fluctuations qui apparaissent comme «un phénomène unifié». Toutefois, la logique du modèle est différente. En effet, selon le concept de destruction-créatrice, l'apparition d'une nouvelle technologie se traduit par premièrement une baisse cyclique de l'activité (expliquée par le temps d'adaptation des entreprises à la nouvelle technologie), puis deuxièmement par une augmentation de la croissance sur un sentier plus élevé que la situation initiale.

## Cycles et politiques économiques
Attention aux confusions, on parle ici de l'efficacité des politiques économiques de stabilisation (ou politiques conjoncturelles), i.e. qui permettent de réduire l'écart entre le niveau d'activité effectif et le trend théorique (ou niveau de croissance potentielle). La politique d'allocation (ou politique structurelle) permet quant à elle d'accroître le niveau de la croissance potentielle.

### Cycles monétaires et financiers
Dans le cadre des cycles monétaire et financiers, l'idée selon laquelle les facteurs de demande peuvent influencer à court terme le niveau d'activité joue en faveur de l'efficacité des politiques économiques. Attention néanmoins à distinguer le degré d'efficacité / d'inefficacité des politiques de stabilisation selon les modèles.
- Chez Keynes, les politiques de stabilisation sont efficaces à court terme avec l'hypothèse de demande effective et le principe multiplicateur.
- Chez Friedman, les politiques de stabilisation peuvent être efficaces uniquement à très court terme du fait de l'illusion monétaire.
- Enfin, les nouveaux classiques admettent seulement l'efficacité d'une surprise monétaire non répétée, les politiques de stabilisation étant autrement inefficaces.

### Cycles réels
En revanche, dans le cadre des cycles réels, l'inefficacité des politiques économiques de stabilisation est totale, du fait de la nature réelle des chocs et de la réponse rationnelle des agents qui en découle.